# بن شان
بن شان (انگلیسی: Ben Shahn؛ ۱۲ سپتامبر ۱۸۹۸ – ۱۴ مارس ۱۹۶۹) یک عکاس، و نقاش اهل ایالات متحده آمریکا بود. وی از عکاسان پروژه اداره حفاظت از مزارع (FSA)‌ بود.